# مقتل كاهايا لال
كاهايا لال تيلي كان خياطًا هندوسيًا قُتل على يد مهاجمين مسلمين في 28 يونيو 2022 في أودايبور بولاية راجستان الهندية. التقط المهاجمون الهجوم بالكاميرا وتداولوا الفيديو على الإنترنت.
قُتل لال بزعم مشاركته منشورًا على وسائل التواصل الاجتماعي لدعم السياسي الهندي والمتحدث باسم حزب بهاراتيا جاناتا، نوبور شارما، التي أثارت تعليقاتها ضد النبي محمد عام 2022 الجدل. دخل المهاجمين متجر لال متظاهرين أنهما زبائن قبل قتله.
نُشرت مقاطع فيديو للقتل على الإنترنت، مع ظهور المهاجمين الاثنين وهما يمسكان بسكاكين جزار ويعلنان مسؤوليتهما عن القتل، معرّفين عن أنفسهما بأنهما محمد رياض أختار ومحمد غوس. أعلنت السلطات المحلية حظر تجول ومنعت الوصول إلى الإنترنت بعد انتشار مقاطع فيديو للهجوم على وسائل التواصل الاجتماعي، مما أثار غضبًا كبيرًا في جميع أنحاء الهند. بذلت الحكومة الهندية محاولات لمنع انتشار مقطع الفيديو الخاص بالهجوم الوحشي على الإنترنت.

## الخلفية
في 11 يونيو، سجل ناظم، جار لال، قضية ضده بسبب منشور مثير للجدل على وسائل التواصل الاجتماعي أدى إلى اعتقال لال. بعد ذلك، أطلق سراح لال بكفالة. في 15 يونيو، قدم لال طلب حماية لدى الشرطة المحلية بعد تلقيه تهديدات بالقتل. ذكر لال في شكواه في مركز شرطة دان ماندي أنه كان يتلقى تهديدات من ناظم وآخرين. في شكواه ضد ناظم وخمسة آخرين، زعم لال أن المجموعة نشرت صورته داخل مجتمعهم على وسائل التواصل الاجتماعي مع رسالة مفادها أنه يجب قتل لال إذا شوهد في أي مكان أو إذا فتح متجره. قالت الشرطة إنها توسطت وحلّت المسألة بين ناظم ولال. ثم أدلى كاهايا بإفادة للشرطة بأنه لا يريد اتخاذ أي إجراء آخر في القضية. قال لال إن المنشور المثير للجدل تمت مشاركته عن غير قصد من قبل ابنه أثناء لعب لعبة على هاتفه، وأن لال لا يعرف كيفية تشغيل الهاتف.

## القتل
في 28 يونيو، دخل المهاجمين الاثنين محل خياطة لال متظاهرين بأنهما زبائن. عندما بدأ لال في أخذ القياسات لأحدهم، تعرض للهجوم بساطور في الساعة 2.45 مساءً وقد تم تصوير الهجوم بالكامل على شريط فيديو من قبل المهاجمين. وبينما ترددت أنباء عن قطع رأس على نطاق واسع، فقد حاول المهاجمون قطع رأس لال لكنهم فشلوا بحسب الشرطة. تم قطع رقبة لال ولكن رأسه لم ينفصل عن جسده.
أصيب مساعد متجر لال بإصابات خطيرة في الرأس أثناء محاولته إنقاذه.
بعد إخضاع لال، أخرجه المهاجمان من المتجر وشقَا رقبته. لم يحاول أصحاب المتاجر الآخرون إنقاذه. لقد فر المهاجمان سيرًا على الأقدام ثم ابتعدا على دراجة نارية.
وفقًا لتحقيقات الشرطة، خطط المهاجمان في البداية لقتل لال في منزله.
في ما يبدو أنه مقطع فيديو ثانٍ (تم التقاطه بعد الهجوم)، تفاخر المهاجمان بالقتل ووجهَا تهديدات ضد رئيس الوزراء الهندي ناريندرا مودي.

## العواقب
تم إغلاق الأسواق المحلية في المنطقة وطالب التجار بالقبض على المتهمين بعد الحادث. خرجت احتجاجات تطالب بإجراءات فورية في أجزاء مختلفة من الهند.
فرضت السلطات المحلية في أودايبور حظر تجول لمدة 24 ساعة ومنعت الوصول إلى الإنترنت عبر ولاية راجاستان. نشرت الحكومة المركزية وكالة التحقيق الوطنية، الوحدة الرئيسية لمكافحة الإرهاب في الهند، للتحقيق في الحادث. قالت الشرطة إن الجناة حاولوا قطع رأس كنحية أثناء الهجوم لكنهم فشلوا.

## الجناة
تم التعرف على المهاجمين وهما محمد رياض عطاري وغوس محمد.
ألقت السلطات القبض على المهاجمين في منطقة راجساماند بولاية راجاستان في 28 يونيو أثناء محاولتهم الفرار حسبما ورد.
في 1 يوليو 2022، أظهرت صور محمد رياض عطاري  حضوره فعاليات حزب بهاراتيا جاناتا. وفي منشور على فيسبوك عام 2020، وصف حزب بهاراتيا جاناتا المحلي عطاري وزعيم راشتريا سوايامسيفاك سانغ بأنه «عامل متفاني في حزب بهاراتيا جاناتا».
كما كشفت التحقيقات عن أن عطاري كان يركب دراجة نارية تحمل لوحة أرقام مخصصة تحمل الرقم "2611"، في إشارة إلى تاريخ هجمات مومباي 2008.

## ردود الأفعال
ردًا على جريمة القتل، نظم ما يقرب من 7000 شخص مسيرة احتجاجية صامتة في مدينة أودايبور.
دعا المتحدث باسم الأمم المتحدة ستيفان دوجاريك إلى الانسجام الديني والسلام على الصعيد العالمي رداً على مقتل كانهاي لال.  
أدانت هيئة قانون الأحوال الشخصية المسلمة لعموم الهند جريمة القتل: «إن تنفيذ القانون بأيديكم أمر مدان للغاية ومؤسف وغير إسلامي» وأضافت: «لا يسمح القانون والشريعة الإسلامية بذلك». صرح رئيس جمعية علماء الهند مولانا محمود مدني أن «حادثة أودايبور وصمة عار على الإنسانية؛ إنها وصمة عار على الإنسانية وعمل من أعمال التشهير بالإسلام. وبغض النظر عمن كان قاتلًا، فليس لأحد سلطة تنفيذ القانون والنظام بيديه». وصفت الهيئة الدينية الجماعة الإسلامية الهندية الحادث بأنه «بربري غير حضاري ولا مجال لتبرير العنف في الإسلام. لا ينبغي أن يزعج السلام. لا ينبغي لأحد أن يحاول استغلال هذه الجريمة البشعة».
نظمت المنظمات الهندوسية مثل فيشفا هندو باريشاد وباجرانج دال احتجاجات وطالبت باتخاذ إجراءات صارمة ضد الجناة. ومع أن منظمة التطوع الوطنية صامتة حتى الآن، إلا أن الهيئة الإسلامية المرتبطة بها طالبت بعقوبة الإعدام.
أدانت منظمة العفو الدولية الحادث وحثت الحكومة الهندية على اتخاذ إجراءات ضد القتلة.